# Lygistopteroides longipennis
Lygistopteroides longipennis is een keversoort uit de familie boktorren (Cerambycidae). De wetenschappelijke naam van de soort is voor het eerst geldig gepubliceerd in 1971 door Linsley & Chemsak.